# Passiflora anastomosans
Passiflora anastomosans là một loài thực vật có hoa trong họ Lạc tiên. Loài này được (Lamb. ex DC.) Killip mô tả khoa học đầu tiên năm 1927.